# Caloptilia elaeas
Caloptilia elaeas là một loài bướm đêm thuộc họ Gracillariidae. Nó được tìm thấy ở New Zealand.
Ấu trùng ăn Coriaria species, bao gồm Coriaria thymifolia, Coriaria angustissima và Coriaria ruscifolia. Chúng ăn lá nơi chúng làm tổ.